# Blind Lemon Jefferson
Blind Lemon Jefferson (Lemon Henry Jefferson; 1893. szeptember 24. – 1929. december 19.) amerikai bluesénekes és gitáros. Az egyik legnépszerűbb bluesénekes volt az 1920-as években az Egyesült Államokban. Később „a Texas Blues atyjának” nevezték.
Jefferson magas hangú éneke és sajátos gitárjátéka jól megkülönböztették a többi előadótól. Bár a lemezei jól fogytak, mégsem volt akkora hatással a fiatalabb zenésztársaira, mint mások, kevesen utánozták. Későbbi blues- és rock and roll zenészek azonban megpróbálták dalait és zenei stílusát követni.

## Élete
Lemon Henry Jefferson vakon született a Texas állambeli Coutchman település közelében (mai neve Wortham) egy nyolcgyermekes családban. Szülei, Alex és Clarissa Jefferson részes aratók voltak. Lemon születési dátuma bizonytalan, ami az akkori pontatlanul felvett népszámlálási adatokból ered. 1900-ban a család a Streetman nevű településtől (Texas) délkeletre gazdálkodott. Az 1910-es népszámlálás megerősíti az 1893-as születési évet. A család ekkor Worthamtől északnyugatra gazdálkodott, közel Jefferson szülőhelyéhez.
1917-ben Jefferson a saját születési dátumára 1894. október 26-ot ad meg egy hivatalos felmérésben. Ekkor kijelenti, hogy Dallasban él, és hogy a születése óta vak. Az 1920-as népszámlálás szerint visszatért Freestone County-ba, és féltestvérével, Kit Banks-szel él egy farmon Wortham és Streetman között.
Jefferson tizenéves korában kezdett el gitározni. Hamarosan piknikeken és egyéb, szabadtéri rendezvényeken működött közre a vendégek szórakoztatásában. Utcai zenésszé vált; többnyire kelet-texasi városokban tűnt fel, rendszerint borbélyüzletek előtt, vagy bármelyik utcasarkon. Unokatestvére, Alec Jefferson visszaemlékezése szerint Jefferson közönséges, durva éjszakai életet élő embereknek játszott, akik szeszcsempészettel vagy prostitúcióval foglalkoztak. Jefferson egész éjjel zenélt nekik. Gyakran este nyolckor kezdte és hajnali négyig kitartott. Néha egyedül volt, de ezt vagy nem vette észre, vagy nem törődött vele.
Az 1910-es évek elején gyakrabban kezdett Dallasba utazni. Itt találkozott Lead Belly blues-zenésszel, akivel együtt is játszott. Dallasban Jefferson jól ismert személlyé vált a blues-mozgalomban, ami Dallas Deep Ellum nevű részén alakult ki. Jefferson valószínűleg 1917-ben tartósan ide költözött. Itt találkozott Aaron Thibeaux Walker nevű zenésszel, aki ismertebb nevén T-Bone Walker.
Jefferson tanítgatta Walkert a blues-gitárjáték alapjaira, cserébe Walker néha a kíséretéül szegődött. Az 1920-as évek elején Jefferson már elég pénzt keresett a zenélésből ahhoz, hogy megnősüljön. Azonban nincs szilárd bizonyíték arra, hogy házas volt, vagy hogy gyereke lett volna.

### A lemezfelvételek kezdete
Jeffersont megelőzően kevés zenész készített egyedül olyan zenei felvételt, amin gitáron bluest játszik valaki és saját maga énekel hozzá. Ezek egyike volt Sara Martin énekes, és Sylvester Weaver gitáros. Jefferson játéka kötöttségektől mentes. A mindennapi életet mutatja meg a honky-tonk zenés bároktól kezdve a vidéki pikniken át az utcazenélésig, majd később az akkoriban fejlődésnek indult olajkutaknál való munkáig. Jefferson ugyanis érdeklődést mutatott a mechanikus szerkezetek, gépek iránt.
Jeffersonnak sikerült elérnie azt, amit csak keveseknek sikerült: sikeres szólógitáros vált belőle a zenei felvételek világában. Eltérően más művészektől, akiket „felfedeztek”, és a megszokott előadási helyén felvételt készítettek velük, Jefferson 1925 decemberében vagy 1926 januárjában Chicagóba utazott (Illinois állam), hogy ott elkészítsék első hangfelvételét. Jeffersonra kevéssé jellemző módon az első két felvétel gospel volt ("I Want to be like Jesus in my Heart", és "All I Want is that Pure Religion"). A lemez Deacon L. J. Bates néven jelent meg.
1926 márciusában újabb felvételek következtek. A saját neve alatt megjelenő "Booster Blues" és "Dry Southern Blues" azonnal sikeres lett (érdemes megemlíteni, hogy akkoriban néger előadó által előadott lemezt kizárólag feketék vásároltak). Ennek nyomán két további felvételt is kiadtak, amiket ugyanakkor vettek fel: "Got the Blues" és "Long Lonesome Blues". Mindkettő anyagilag igen sikeresnek bizonyult, a lemezt hat számjegyű példányszámban adták el. Jefferson 1926 és 1929 között nagyjából 100 dal felvételét játszotta fel. Ezeket 43 gramofon lemezen adták ki. Egy kivételével mindegyik a Paramount Records-nál készült. Sajnálatos, hogy a Paramount Records stúdiótechnikája annyira gyatra volt, hogy a felvételek akár egy hotelszobában is készülhettek volna (akkoriban sokan így készítettek felvételeket, nem pedig zenei stúdióban). 1926 májusában a Paramount újból rögzítette Jefferson két slágerét, a "Got the Blues" és "Long Lonesome Blues" címűeket, ezúttal az akkori csúcstechnikával rendelkező Marsh Laboratories-ban. A későbbi lemezkiadások is ezeket a felvételeket használták. A digitális korszakban megjelent összeállítás-lemezen mindkét fajta felvétel hallható, így össze lehet őket hasonlítani.

### Sikeres működés a Paramount Records-nál

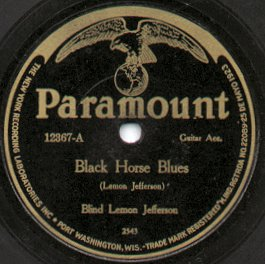
Blind Lemon Jefferson Black Horse Blues című lemezének 1926-os Paramount kiadása

A Paramount az olyan népszerű művészek által vált vezető blues-kiadóvá az 1920-as években, mint Blind Lemon Jefferson, Blind Blake és Ma Rainey. Jefferson jövedelme lehetővé tette, hogy autót vegyen és sofőrt is béreljen hozzá. Megszokott dolog volt, hogy Mayo Williams, a Paramount képviselője kompenzációként egy „700 dollár értékű” Ford autót adott a zenészeknek, így Jeffersonnak is.
Ismert, hogy Jefferson abban az időben szokatlan gyakorisággal utazott a déli államokba.
Jefferson jól ismert hangja és megbízható gitárjátéka könnyen eladhatóvá tették őt. Ez egyúttal megnyitotta az utat olyan művészek előtt is, mint Furry Lewis, Charlie Patton és Barbecue Bob.
Jefferson nem követte a zenei megszokásokat; riffjeivel, ritmusaival és énekével bonyolult és kifejező szövegeket adott elő, ami abban az időben szokatlan volt. Az észak-karolinai Walter Davis visszaemlékezése szerint az 1920-as években Jefferson Johnson City utcáin játszott (Tennessee állam). Akkoriban Davis és zenésztársa, Clarence Greene a blues-gitárjáték alapjait tanulták.
Jefferson többször kifejezte elégedetlenségét a jogdíjaival kapcsolatban, bár Williams megjegyzi, hogy abban az időben Jeffersonnak 1500 dollár volt a bankszámláján. Amikor Williams 1927-ben átment az OKeh Recordshoz, magával vitte Jeffersont is. Az OKeh Records hamarosan felvette és kiadta Jefferson "Matchbox Blues" és "Black Snake Moan" című számait. Ez volt az egyetlen OKeh felvétele. Az OKeh által felvett Jefferson-számok sokkal jobb minőségűek annál, amiket a Paramountnál felvettek vele. Amikor néhány hónap múlva visszatért a Paramounthoz, a "Matchbox Blues" akkora siker volt, hogy a Paramount újra felvette és kiadta az új verziókat.
1927-ben Jefferson feljátszotta lemezre több klasszikusát, a "See That My Grave Is Kept Clean" címűt (ismét a Deacon L. J. Bates álnév alatt). Ugyanekkor jelent meg két spirituális zeneszáma, a "He Arose from the Dead" és a "Where Shall I Be". A harmadik szám, a "See That My Grave Is Kept Clean" annyira sikeres volt, hogy újból felvették és ki is adták 1928-ban.

### Halála
Jefferson 1929. december 19-én halt meg Chicagóban. Halálának oka a halottkém szerint: „valószínűleg akut szívizomgyulladás”. Kitalációk keringtek arról, hogy egy féltékeny szerető megmérgezte a kávéját, de a valószínűbb feltételezés az, hogy szívinfarktus végzett vele, amikor egy hóviharba került és elvesztette az irányérzékét.
Jeffersont a Wortham Negro Cemetery nevű temetőben (későbbi neve: Wortham Black Cemetery) temették el. A sírja 1967-ig jelöletlen volt, akkor a Texas Historical Marker megjelölte a helyet. 1997-ben egy új gránit sírkövet helyeztek a sírjára. 2007-ben a temetőt átnevezték Blind Lemon Memorial Cemetery névre.

### Elismerések
A Rock and Roll Hall of Fame Jefferson 1927-es felvételét, a Matchbox Blues-t „az 500 legbefolyásosabb dal” közé sorolta, amik befolyásolták a rock and roll-t.
Blind Lemon Jeffersont a Blues Hall of Fame-be 1980-ban iktatták be.

## Fordítás
- Ez a szócikk részben vagy egészben  a   Blind Lemon Jefferson című angol Wikipédia-szócikk fordításán alapul.  Az eredeti cikk szerkesztőit annak laptörténete sorolja fel. Ez a jelzés csupán a megfogalmazás eredetét és a szerzői jogokat jelzi, nem szolgál a cikkben szereplő információk forrásmegjelöléseként.